# O’Portune-Decke
Eine O’Portune-Decke ist eine horizontale Holzplatte mit einer Fläche, die sehr groß sein kann.

## Geschichte

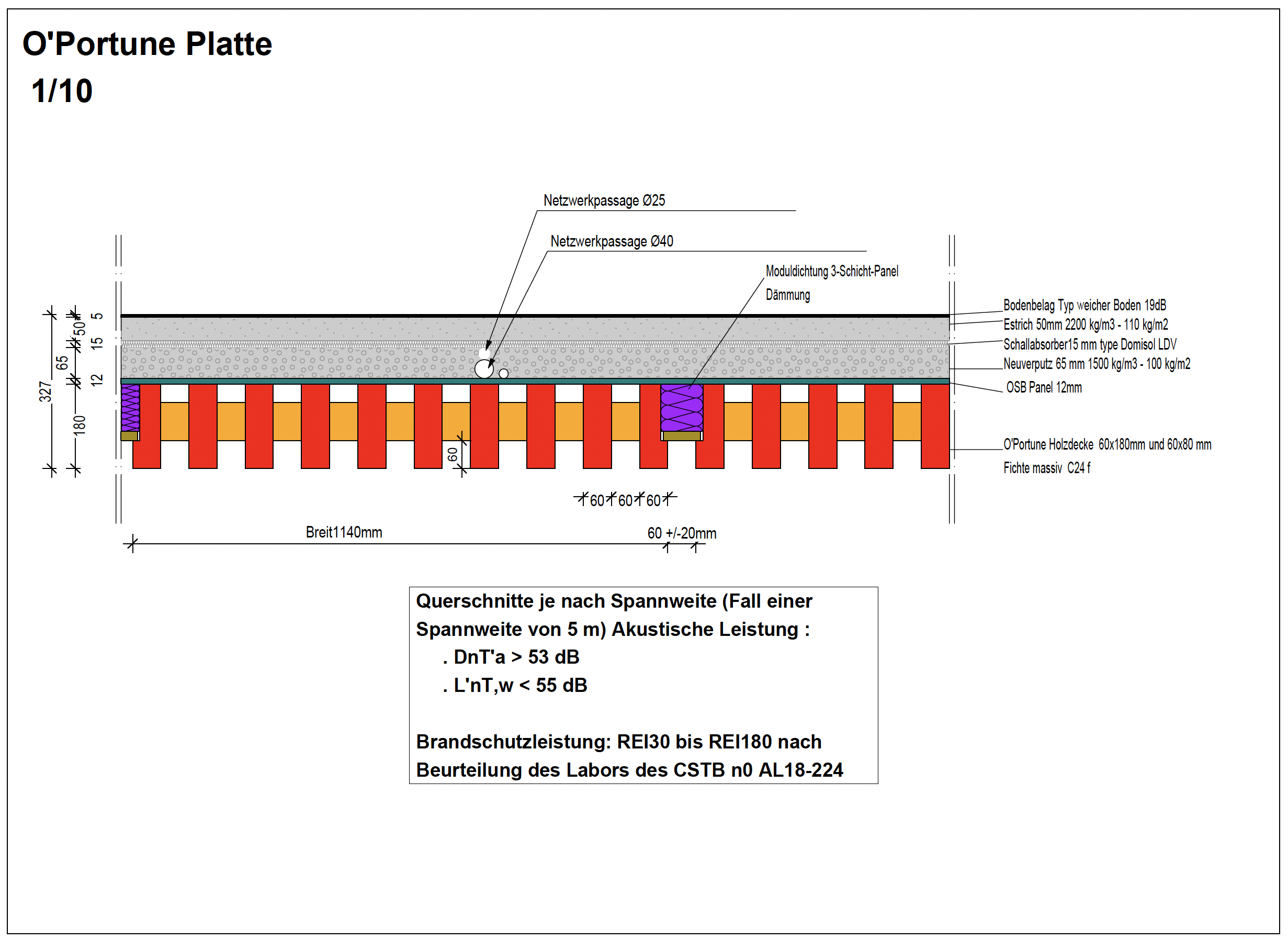
O’Portune-Decke

Mit dem Aufschwung des Holzbaus tauchten Holzdecken auf und ermöglichten es, einen Beitrag zu umweltfreundlicheren Bauwerken zu leisten. Die O’Portune-Platte wurde 1999 von Jean-Luc Sandoz, dem Leiter der Forschungs- und Entwicklungsabteilung für Holzmaterial an der EPFL, im Hinblick auf die Schweizerische Landesausstellung 2002 entworfen. Im Jahr 2000 wurden mehr als 50.000 m² Offshore-Holzboden auf Metallrohren, einer in Abschnitte zerschnittenen Altgasleitung, auf dem Bieler- und Neuenburgersee verlegt.
Die O’Portune-Platte wurde 1999 patentiert, lief also 2019 aus und wurde ab 2019 zu einem allgemein gebräuchlichen Strukturelement im Massivholzbau, insbesondere wegen ihrer ökologischen und recycelbaren Auswirkungen, aber auch wegen ihrer akustischen Leistung für den Komfort in Gebäuden.

## Entwicklung

### Tropisches Holz
Das Verfahren, das ursprünglich für Tannen- und Fichtenholz entwickelt wurde, kann nun auf verschiedene Holzarten wie Pappel oder auch Tropenholz übertragen werden, das von der französischen Raumfahrtagentur CNES für ihre neuen Gebäude im Raumfahrtzentrum Guayana verwendet wird.

### Lokales Holz
Forschungsarbeiten zu Anwendungen mit verschiedenen Holzarten werden entwickelt, insbesondere mit Pappel.

### Hybridbau Holz-Beton
Die O’Portune-Platte mit einer Betonschicht auf der Oberseite ergibt ein Holz-Beton-Verbundgerüst namens D-Dalle und erhöht die strukturelle und akustische Leistung entsprechend den Bedürfnissen des Gebäudes. Es wurde von der Schweizer Firma CBS-CBT entwickelt. Das Verbundgerüst bietet Spannweiten von 8 bis 18 m ohne Zwischenstützen bei geringem Gewicht (250 bis 400 kg/m²).

## Technische Beschreibung

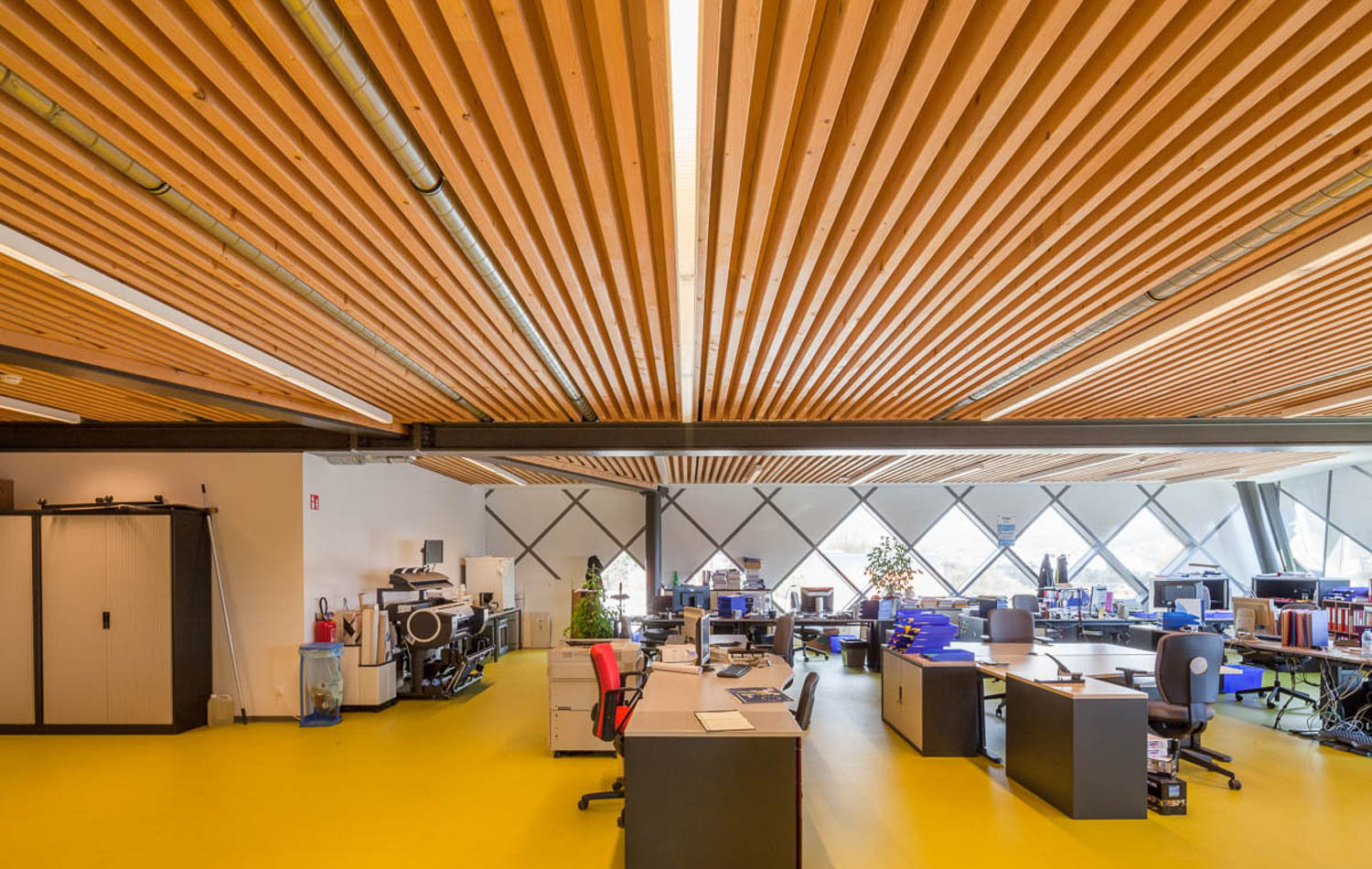
O’Portune Decke in Herstal, Belgien

Die O’Portune-Platten werden auf der Baustelle oder in der Werkstatt hergestellt und stellen ein Konstruktionssystem für eine plattenartige horizontale Struktur für hohe mechanische Leistungen und/oder große Spannweiten dar – bis zu 12 m, ohne Auflager.
Die Platte besteht aus Brettern, die versetzt verschraubt oder genagelt werden und so die strukturelle und akustische Leistung des Bodens erhöhen, ohne sein Gewicht zu erhöhen.
Die Bodenmodule werden in der Werkstatt vorgefertigt und aus versetzt verschraubten Brettern mit einem Querschnitt von 180 × 50 mm gefertigt. Dadurch wird die statische Höhe des Bauwerks erhöht. Bei Verwendung von 180 mm hohen Brettern mit einer Überlappung zwischen unterem und oberem Brett von 80 mm beträgt die statische Höhe, die in den Berechnungen tatsächlich berücksichtigt wird, somit 280 mm.
Die Bretter werden mit Schrauben mit einem Durchmesser von 6 mm und einer Länge von 180 mm zusammengefügt. Um sicherzustellen, dass die Spannungen über die gesamte Platte verteilt werden, werden sie zusätzlich entweder mit OSB-Platten (11 mm dick) in den üblichen Bereichen oder mit Kerto-Lamellenplatten (27 mm dick) im Bereich der Terrassen und Lagerbereiche verkleidet. Die Sperrholzplatten werden an der Oberkante der Bretter verschraubt, wobei alle 300 mm eine Schraube angebracht wird. Im Hinblick auf die horizontale Beanspruchung der Struktur funktioniert das Ganze somit homogen, wie eine Membran.
Die Agentur Wilmotte et Associés hat die O’Portune-Platte auf Platz 13 ihrer Referenzkollektion von Bauelementen positioniert.